# Tempestade tropical Cindy (1963)
A tempestade tropical Cindy foi uma forte tempestade tropical que afetou partes da Costa do Golfo dos Estados Unidos em setembro de 1963. A terceira tempestade nomeada da temporada de furacões no oceano Atlântico de 1963, Cindy se desenvolveu  em 16 de setembro dentro de um cavado como uma tempestade tropical no Golfo do México. A perturbação intensificou-se rapidamente, com um olho distinto tornando-se visível nas imagens de satélite, à medida que se deslocava na direção norte-noroeste em direção à costa do Texas. Após atingir o pico com ventos máximos sustentados de 1 minuto de 105 km/h (65 mph), atingiu a Hight Island na manhã de 17 de setembro com pico de força com pressão atmosférica de 997 mbar (hPa ; 29,44 inHg). Cindy permaneceu quase estacionária por quase um dia, deixando cair chuvas abundantes sobre a planície costeira do Texas, antes de finalmente virar para oeste-sudoeste e dissipar a oeste de Corpus Christi no dia 20 de setembro.
Avisos e alertas de furacão foram emitidos antes da chegada de Cindy, acelerando as evacuações nas áreas costeiras de Luisiana e Texas, com muitos refugiados buscando segurança em abrigos locais. Embora os danos causados pela maré e pelo vento tenham sido mínimos, as chuvas extremas totalizaram mais de 597 mm (23.50 in) resultou em inundações severas em muitas áreas da planície costeira do Texas; 4.000 casas foram inundadas nos condados de Jefferson, Orange e Newton, muitos deles depois que um dique rompido em Port Acres. Dezenas de residentes foram forçados a fugir devido às enchentes, e muitas ruas e estradas ficaram intransitáveis como resultado das enchentes de Cindy. Fortes ventos quebraram as janelas de vidro e escolas em todo o sudeste do Texas foram fechadas devido ao furacão. Danos generalizados às lavouras foram observados, com as colheitas de arroz, algodão e noz-pecã sofrendo o pior. No geral, os danos totalizaram US$ 12,5 milhões (1963 USD ), e três mortes foram registadas.

## História meteorológica
As origens de Cindy podem ser rastreadas até uma área de baixa pressão que se formou dentro de um cavado posicionada a aproximadamente 320 km (200 mi) leste-nordeste de Brownsville, Texas em 16 de setembro, embora o tempo inclemente tenha sido relatado no Golfo do México nos dois dias anteriores. A perturbação logo se intensificou em uma tempestade tropical, desenvolvendo uma circulação bem definida perto das 18:00 UTC. À tarde, ele se tornou bem organizado o suficiente para levar o Serviço Nacional de Meteorologia dos Estados Unidos de Nova Orleães a dar instruções sobre a tempestade, dando-lhe o nome Cindy. Um olho distinto foi notado no radar por volta de 20:00 horas UTC, e por volta dessa época, um relatório marítimo emitido pelo SS Sabine documentou ventos de intensidade de furacão, que foi a base dos meteorologistas para transformar operacionalmente a tempestade em furacão. Embora operacionalmente classificado como um furacão de categoria 1 com ventos máximos sustentados de 130 km/h (80 mph), uma reanálise da tempestade em novembro de 2019 como parte do projeto de reanálise do furacão no Atlântico determinou que Cindy nunca atingiu a intensidade do furacão, em vez de atingir o pico como uma tempestade tropical com ventos máximos sustentados de 105 km/h (65 mph).
Apesar de seu ambiente favorável, Cindy permaneceu desorganizada, apresentando uma 32 km (20 mi)olho de largura  pouco mais fortalecimento ocorreu ao longo da noite. Após o desembarque de Cindy em High Island na manhã seguinte, sua pressão atmosférica foi medida em 996 mbar ( hPa ; 29,41 inHg ), e os ventos atingiram 121 km/h (75 mph). Logo depois de se mudar para a costa, Cindy ficou quase estacionário por 18 horas, mantendo o status de tempestade tropical antes de enfraquecer para uma depressão tropical às 12:00 UTC em 18 Setembro. Os remanescentes de Cindy gradualmente viraram de oeste para sudoeste e diminuíram em força durante 18 e 19 de setembro. Como resultado de seu movimento e deterioração anormalmente lento, chuvas extremamente fortes foram registadas no Texas e na Louisiana, especialmente no quadrante nordeste da tempestade. Cindy finalmente se dissipou em 20 de setembro enquanto situado a oeste de Corpus Christi.

## Preparações e impacto
Antes da chegada de Cindy, um Alerta de furacão foi emitido entre Freeport, Texas e Grand Isle, Luisiana em 16 de setembro. O escritório do New Orleans Weather Bureau emitiu um alerta de furacão entre Galveston, Texas e Vermilion Bay, Luisiana, três horas depois, e adicionalmente substituiu o alerta de furacão anterior por um alerta de vendaval. Depois de fazer desembarque na manhã de 17 de setembro, o alerta de furacão para Cindy foi interrompido, embora os alertas de enchentes e pequenas embarcações continuassem em vigor nas áreas costeiras do sudeste do Texas. Evacuações obrigatórias foram ordenadas para áreas baixas ao longo de um arco de 480 km (300 mi), e cinco autocarros foram enviados para ajudar nos esforços de evacuação no Condado de Sabine, Texas. Enquanto isso, a defesa civil do Texas e a agência de socorro a desastres e outras organizações relacionadas se prepararam para a tempestade quando o governador do Texas, John Connally, declarou estado de emergência. Em Cameron Parish, Luisiana, aproximadamente 5.000 indivíduos deixaram a área antes da tempestade, enquanto 6.000 fugiram do estado como um todo; no vizinho Texas, 3.600 indivíduos que vivem ao longo da costa do estado obedeceram aos avisos do Departamento de Meteorologia, evacuando para áreas mais altas. Abrigos de emergência foram abertos ao longo da Costa do Golfo, com 1.500 refugiando-se em Port Arthur, Texas, 525 em Beaumont, 1.078 em Galveston, 300 em Port Bolivar, e 475 no total em Texas City, Hitchcock e Lamarque. O estado de emergência foi declarado na cidade de Lake Charles, Luisiana, onde funcionários se prepararam para alimentar até dez mil refugiados como voluntários do Exército de Salvação e outras agências de socorro foram enviados para a região.

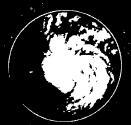
Imagens de radar em preto e branco de Cindy

Um barco camaroneiro foi inicialmente relatado como desaparecido e o rebocador Myra White transmitiu um sinal de socorro quando seus motores falharam perto de uma plataforma de petróleo ao largo de Galveston. Ventos fortes quebraram janelas de vidro em Port Arthur, Texas City e Galveston, enquanto escolas foram fechadas em Galveston, Lamarque, Texas City, Alvin e na maioria dos condados de Galveston e Jefferson. Apesar de uma breve queda de energia em Lamarque, a eletricidade foi rapidamente restaurada após a tempestade. Rajadas poderosas derrubaram ramos, postes elétricos e arrancaram telhas em Port Arthur e Galveston, mas os danos foram mínimos em High Island, onde Cindy desembarcou. A Guarda Costeira dos EUA respondeu a quatro pedidos de assistência em Galveston e nove navios tentaram se refugiar em Port Arthur; a Guarda Costeira acabou permitindo a entrada de seis, e os outros três aparentemente viajaram para Galveston. Enquanto isso, a noroeste, o porto de Houston foi fechado durante a tempestade. Caminhões e barcos foram despachados por oficiais da defesa civil no condado de Jefferson após declarar estado de emergência após inúmeros pedidos de assistência por residentes de casas inundadas. Duas crianças, inicialmente desaparecidas, foram posteriormente encontradas seguras sob um pilar de ponte.
Em Amelia, um subúrbio de Beaumont, as autoridades ajudaram os residentes em bairros baixos a subir para áreas mais altas, e em Beaumont propriamente dita, inundando ruas inundadas, tornando algumas intransitáveis. O furacão desfolha parcialmente as palmeiras, deixando folhas de palmeira nas ruas e estradas, e várias estruturas foram derrubadas ou danificadas ao longo da costa. O dano geral, no entanto, foi mínimo. Um rompimento do dique de 2.4 m (8 ft) que abrigava Port Acres, forçando os residentes a empilhar 11.000 sacos de areia e despejar areia para proteger o subúrbio. Lá, as águas das tempestades inundaram as casas até o nível do telhado e, depois que as carpas foram varridas para os campos agrícolas locais, muitos moradores locais as pescaram com porretes; nas proximidades, complexos industriais nos condados de Jefferson e Orange também sofreram graves danos. Os barcos foram lançados nas ruas de Beaumont, e várias rodovias ficaram inutilizáveis para viagens devido à enchente; as inundações generalizadas forçaram a polícia a resgatar 30 residentes na área de Beaumont. A tempestade inundou as plantações de arroz, algodão e noz-pecã, com as colheitas de arroz sofrendo os piores impactos. Dois homens abandonados em um barco de pesca em chamas a 80 km (50 mi) ao largo de Morgan City, Louisiana foram posteriormente resgatados pela Guarda Costeira dos EUA sem problema.
Marés e ventos resultaram em poucos problemas, com enchentes causando a maioria dos danos de Cindy; a maré de tempestade atingiu 3 to 5 ft (0.91 to 1.52 m) acima dos níveis normais, o suficiente para destruir apenas alguns cais e danificar vários barcos. A trajetória anormalmente lenta do furacão sobre a planície costeira do Texas levou a um total de chuvas extremamente alto sendo medido em partes dos condados de Jefferson, Orange e Newton no Texas, onde as águas das tempestades inundaram 4.000 casas e paróquias de Calcasieu e Vermilion na Luisiana. Os totais de precipitação mais extremos foram medidos em Deweyville, Texas, onde 597 mm (23.50 in) de precipitação caiu em um período de três dias, com 523 mm (20.60 in) apenas caindo em 24 horas. Mais ao norte, Cindy inundou 25 empresas e 35 casas em Guthrie, Oklahoma, onde até 0.76 m (2.5 ft) de água forçou 300 residentes a fugir. Mais de $ 11,7 milhões (USD de 1963) em danos à propriedade foi observado, e os danos à colheita atingiram $ 500.000 no Texas e $360.000 na Luisiana; um homem se afogou depois de cair no mar em um barco que levava o pessoal da plataforma de petróleo de volta à terra, enquanto outros dois morreram afogados em Port Acres. No geral, Cindy infligiu $ 12,5 milhões em danos e três mortes.